# 돌로레스 돈

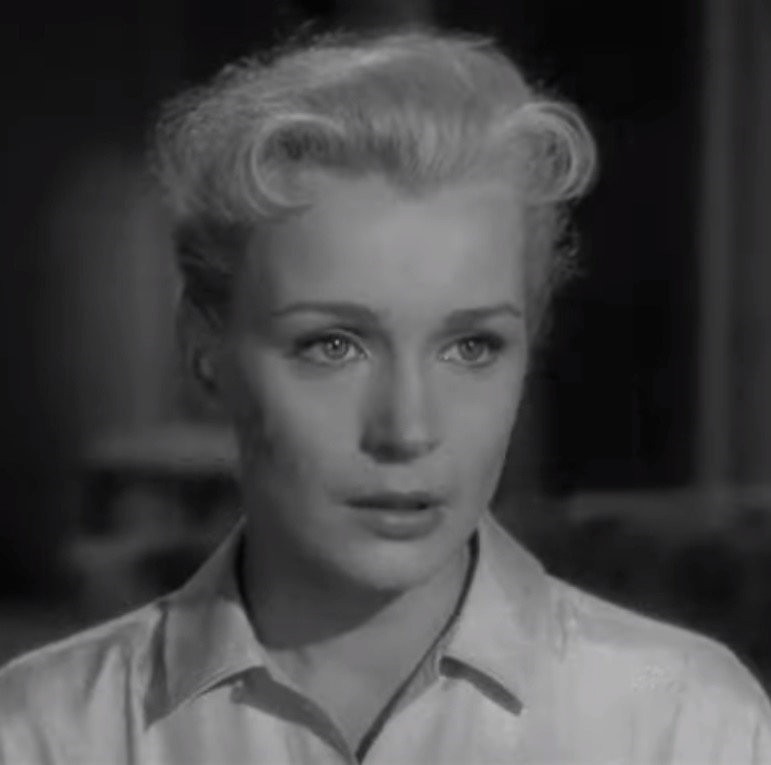

돌로레스 돈(Dolores Dorn, 1934년 3월 3일 ~ )은 미국의 배우, 텔레비전 배우, 영화배우, 연극 배우이다.
시카고에서 태어났다.

## 영화
- 달리는 사이먼 (1981년)
- 텔 미 어 리들 (1980년)
- 트럭 스톱 우먼 (1974년)
- 미국의 암흑가 (1961년)
- 엉클 반야 (1958년)
- 팬텀 오브 더 루 모그 (1954년)
- 럭키 미 (1954년)